# Silang
Silang è una municipalità di prima classe delle Filippine, situata nella Provincia di Cavite, nella Regione di Calabarzon.

## Barangay
Silang è formata da 64 baranggay:
- Acacia
- Adlas
- Anahaw I
- Anahaw II
- Balite I
- Balite II
- Balubad
- Banaba
- Barangay I (Pob.)
- Barangay II (Pob.)
- Barangay III (Pob.)
- Barangay IV (Pob.)
- Barangay V (Pob.)
- Batas
- Biga I
- Biga II
- Biluso
- Bucal
- Buho
- Bulihan
- Cabangaan
- Carmen

- Hoyo
- Hukay
- Iba
- Inchican
- Ipil I
- Ipil II
- Kalubkob
- Kaong
- Lalaan I
- Lalaan II
- Litlit
- Lucsuhin
- Lumil
- Maguyam
- Malabag
- Malaking Tatyao
- Mataas Na Burol
- Munting Ilog
- Narra I
- Narra II
- Narra III

- Paligawan
- Pasong Langka
- Pooc I
- Pooc II
- Pulong Bunga
- Pulong Saging
- Puting Kahoy
- Sabutan
- San Miguel I
- San Miguel II
- San Vicente I
- San Vicente II
- Santol
- Tartaria
- Tibig
- Toledo
- Tubuan I
- Tubuan II
- Tubuan III
- Ulat
- Yakal